# جولييان مايدانا
جولييان مايدانا (بالإسبانية: Julián Maidana)‏ هو لاعب كرة قدم أرجنتيني في مركز الدفاع، ولد في 11 يناير 1972 في لوماس دي ثامورا في الأرجنتين. لعب مع انيستتوتو وبانفيلد وتاليريس كوردوبا وغريميو بورتو أليغرينزي ونادي أوهيجينس ونادي راسينغ ونادي ليفينغستون ونيولز أولد بويز.